# Murrayfield Ice Rink
Der Murrayfield Ice Rink ist ein Eishockeystadion in Edinburgh, Schottland.

## Geschichte
Der Murrayfield Ice Rink wurde 1952 eröffnet. Ursprünglich diente er als Heimspielstätte der professionellen Eishockeymannschaft Murrayfield Racers aus der British Hockey League, die ebenso wie die Liga 1996 aufgelöst wurde. Von 1998 bis 2018 traten die Edinburgh Capitals aus der Elite Ice Hockey League im Murrayfield Ice Rink an. Seit 2018 spielen die Murrayfield Racers aus der Scottish National League im Murrayfield Ice Rink.
Neben einer Eisfläche für Eishockey und Eiskunstlauf gibt es noch eine Eisbahn für Curlingwettbewerbe.